# Прапор Бутану
Прапор Бутану — один з офіційних символів Королівства Бутан. На полотні прапора зображений друк (білий дракон) на червоному та помаранчевому фоні. Прапор розділений по діагоналі на два трикутники. Верхній трикутник жовтий, нижній — помаранчевий. Дракон зображений у центрі і розвернутий від основи прапора.
Такий прапор з деякими відмінностями використовувався починаючи з XIX століття. Схожий дизайн прапора з'явився у 1949 році проте дракон на йому був розвернутий у іншій бік та був зеленого кольору. Теперішній вигляд прапор отримав у 1969 році, а був офіційно затверджений у 1972 році.
Білий дракон на прапорі символізує місцеву назву Бутану — Земля Драконів. Він тримає у руках дорогоцінні камені, які символізують багатство. Жовтий колір символізує теократичну монархію, а помаранчевий — буддистську релігію.

## Галерея

Прапор Бутану (до 1956 року)
Прапор Бутану (1956-1969 роки)